# Municipio Sapahaqui
Das Municipio Sapahaqui liegt im Departamento La Paz im südamerikanischen Anden-Staat Bolivien.

## Lage im Nahraum
Das Municipio Sapahaqui ist eines von fünf Municipios der Provinz Loayza und liegt im westlichen Teil der Provinz. Es grenzt im Südwesten an die Provinz Aroma, im Südosten an das Municipio Luribay, im Nordosten an das Municipio Cairoma und im Norden an die Provinz Murillo.
Das Municipio hat 141 Ortschaften (localidades), der zentrale Ort des Municipios ist Sapahaqui mit 181 Einwohnern im westlichen Teil des Municipios, größte Ortschaften im Municipio sind Tacobamba mit 397 Einwohnern und Khola Alta mit 354 Einwohnern. (Volkszählung 2012)

## Geographie
Das Municipio Sapahaqui liegt auf einer mittleren Höhe von 2500 m in der Kordillere Serranía de Sicasica, zwischen dem bolivianischen Altiplano im Westen und dem Amazonas-Tiefland im Osten. Die mittlere Durchschnittstemperatur der Region liegt bei 12 °C, der Jahresniederschlag beträgt 500 bis 600 mm (siehe Klimadiagramm Cochabamba), mit einer ausgeprägten Trockenzeit in den Monaten Juni und Juli.

## Bevölkerung
Das Municipio hat eine Fläche von 823 km² und hatte bei der letzten Volkszählung 2024 eine Bevölkerungsdichte von 14,4 Einwohnern/km².
Die Einwohnerzahl des Municipio Sapahaqui ist zwischen 1992 und 2024 um knapp die Hälfte angestiegen:
| Jahr | Einwohner | Quelle       |
| ---- | --------- | ------------ |
| 1992 | 8.318     | Volkszählung |
| 2001 | 11.790    | Volkszählung |
| 2012 | 12.365    | Volkszählung |
| 2024 | 16.420    | Volkszählung |

Die Lebenserwartung der Neugeborenen lag im Jahr 2001 bei 61,1 Jahren, die Säuglingssterblichkeit ist von 6,9 Prozent (1992) auf 6,8 Prozent im Jahr 2001 nur unwesentlich gesunken.
Der Alphabetisierungsgrad bei den über 19-Jährigen beträgt 75,6 Prozent, und zwar 84,6 Prozent bei Männern und 66,5 Prozent bei Frauen (2001).
79,7 Prozent der Bevölkerung sprechen Spanisch, 96,7 Prozent sprechen Aymara, und 0,3 Prozent Quechua. (2001)
99,9 Prozent der Bevölkerung haben keinen Zugang zu Elektrizität, 97,9 Prozent leben ohne sanitäre Einrichtung (2001).
100 Prozent der insgesamt 2.117 Haushalte besitzen mindestens ein Radio, 3,4 Prozent einen Fernseher, 27,2 Prozent ein Fahrrad, 3,5 Prozent ein Motorrad, 5,7 Prozent ein Auto, 1,6 Prozent einen Kühlschrank und 0,2 Prozent ein Telefon. (2001)

## Politik
Ergebnis der Regionalwahlen (concejales del municipio) vom 4. April 2010:
| Wahl- berechtigte |  | Wahl- beteiligung | gültige Stimmen |  | FPV    | MAS-IPSP | M.P.S. | UN     | ASP   |
| ----------------- |  | ----------------- | --------------- |  | ------ | -------- | ------ | ------ | ----- |
| 5.870             |  | 5.276             | 3.829           |  | 1.457  | 819      | 769    | 465    | 319   |
|                   |  | 89,9 %            | 72,6 %          |  | 38,1 % | 21,4 %   | 20,1 % | 12,1 % | 8,3 % |

Ergebnis der Regionalwahlen (elecciones de autoridades políticas) vom 7. März 2021:
| Wahl- berechtigte |  | Wahl- beteiligung | gültige Stimmen |  | MAS-IPSP | J.A.LLALLA.L.P. | MTS    | PBCSP  | VENCEREMOS | FPV    | PDC    | C-A    |
| ----------------- |  | ----------------- | --------------- |  | -------- | --------------- | ------ | ------ | ---------- | ------ | ------ | ------ |
| 7.758             |  | 7.030             | 6.187           |  | 3.497    | 1.803           | 364    | 135    | 82         | 71     | 44     | 43     |
|                   |  | 90,62 %           | 88,01 %         |  | 56,52 %  | 29,14 %         | 5,88 % | 2,18 % | 1,33 %     | 1,15 % | 0,71 % | 0,70 % |

## Gliederung
Das Municipio untergliederte sich bei der Volkszählung von 2012 in die folgenden drei Kantone (cantones):
- 02-0902-01 Kanton Sapahaqui – 78 Ortschaften – 6.313 Einwohner (2001: 5.687 Einwohner)
- 02-0902-02 Kanton Caracato – 55 Ortschaften – 5.128 Einwohner (2001: 4.900 Einwohner)
- 02-0902-03 Kanton Muruhuta – 8 Ortschaften – 924 Einwohner (2001: 1.203 Einwohner)

## Ortschaften im Municipio Sapahaqui
- Kanton Sapahaqui
  - Tacobamba 397 Einw. – Sapahaqui 181 Einw.

- Kanton Caracato
  - Khola 354 Einw. – Maca Maca 332 Einw. – Caracato 202 Einw.

- Kanton Muruhuta
  - Muruhuta 122 Einw.